# Branko (astrologo)
Branko Vatovec, conosciuto come Branko (Capodistria, 23 ottobre 1944), è un astrologo e personaggio televisivo italiano.
È uno dei più famosi astrologi italiani, grazie alla costante presenza in programmi radiofonici e televisivi di successo come Unomattina e La prova del cuoco.

## Biografia
Diplomatosi all'Accademia Nazionale d'Arte Drammatica "Silvio d'Amico", nel 1968 ha recitato nella Compagnia di Lilla Brignone, ma in seguito si è dedicato esclusivamente all'astrologia.
Ogni anno pubblica per Mondadori il libro "Calendario Astrologico" con le sue previsioni astrologiche per tutto l'anno, segno per segno.
I suoi oroscopi sono pubblicati tra l'altro su Il Messaggero e sul settimanale Chi, oltre a essere trasmessi su RDS.
Nella trasmissione televisiva La prova del cuoco cura una rubrica settimanale dal titolo "La cucina delle stelle".